# روغن ماکادمیا

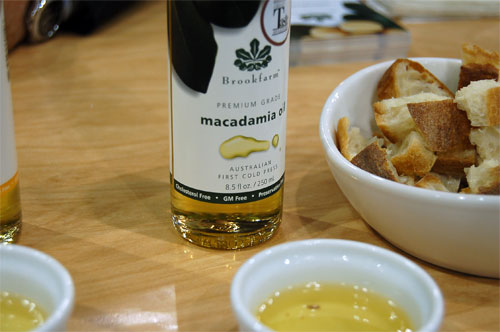
روغن ماکادمیا

روغن ماکادمیا (انگلیسی: Macadamia oil) یا روغن فندق خامه‌ای، روغن غیر فراری است که از دانه ماکادمیا استحصال می‌گردد. از این روغن برای آشپزی و به ویژه سرو انواع سالاد استفاده می‌شود. در ترکیبات لوازم آرایشی به عنوان مرطوب‌کننده و ترکیب معطر نیز استفاده می‌گردد.
روغن ماکادمیا محتوی ۶۵٪ تا ۷۵٪ چربی و مواد قندی (شکر) حدود ۶٪ تا ۸٪ است. چنانچه برشته‌کاری دانه‌ها در شرایط یکسان باشد، می‌تواند منجر به رنگ‌ و بافت متفاوت گردد. این روغن در دمای اتاق، مایع است و نوع تصفیه‌شدهٔ آن شفاف و به رنگ کهربایی است و رایحهٔ آجیلی خفیفی دارد. چگالی نسبی آن حدود ۹۰۰ تا ۹۲۰ است و نقطهٔ اشتعال این روغن نیز بیش از ۳۰۰ درجه سانتیگراد است. روغن ماکادمیا حاوی ۶۰٪ اسید اولئیک، ۱۹٪ پالمیتولئیک اسید، حدود ۱ تا ۳٪ اسید لینولئیک، و بین ۱ تا ۲٪ آلفا لینولنیک اسید است. این روغن خواص شیمیایی معمول یک روغن تری‌گلیسیرید گیاهی را نشان می‌دهد زیرا حاوی چربی غیراشباع چندگانه ناچیزی است.

## نگارخانه

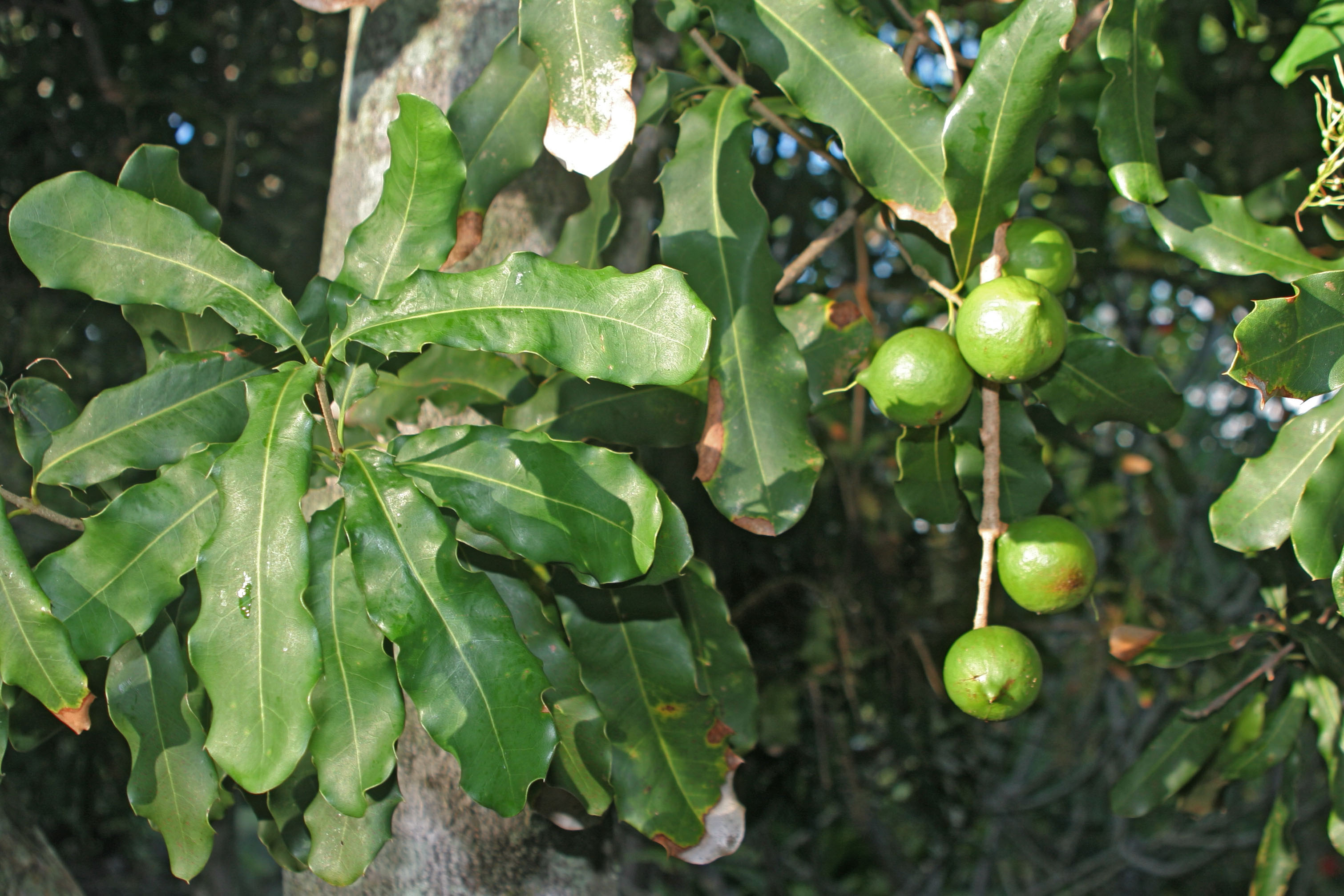
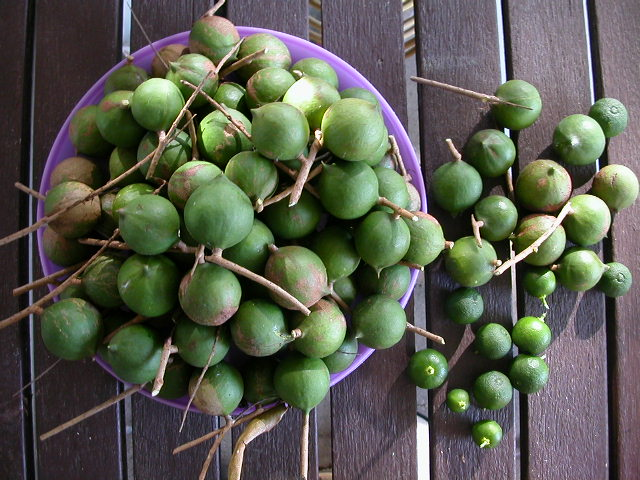

1. ↑  "Madamia Integrifolia". CRFG. Archived from the original on 21 November 2010. Retrieved 2 January 2016.
2. ↑  "MSDS Macadamia Nut Oil". AAKO. Archived from the original on 28 January 2016. Retrieved 1 January 2016.
3. ↑  Kleemann, Michael (7 Mar 2010). "Organic & Natural Life – Business Opportunities". xing.com. Archived from the original on 2 October 2013. Retrieved August 15, 2012.